# Władysław Dobrodziej
Władysław Dobrodziej (zm. 1 stycznia 1944 r. w Warszawie) – działacz Polskiego Państwa Podziemnego, Sprawiedliwy wśród Narodów Świata.

## Życiorys
Podczas okupacji niemieckiej mieszkał z małżonką Krystyną Dobrodziej-Habrowską w Warszawie. Był działaczem polskiego państwa podziemnego i podszywał się pod policjanta Generalnego Gubernatorstwa. Jako właśnie granatowy policjant wyprowadził z warszawskiego getta Marię i Henryka Angielczyków przed akcją likwidacyjną z lata 1942 r. Uratowani zostali ukryci w Międzylesiu, na poddaszu domu teściowej Dobrodzieja, Heleny Bunin. Po wyprowadzeniu przez Dobrodzieja z getta kolejnych sześciu znajomych (Zygmunt Rudniański z żoną, jego brat mec. Rudniański, Adam Neuman, Róża Bukiet oraz Maria o nieznanym nazwisku), zostali oni razem z małżeństwem Angielczyków ukryci w wynajętej w tym celu willi w Piastowie. Razem z żoną pomógł znaleźć schronienie dla Elżbiety, córki Barbary Grosglick, w domu opieki im. ks. Boudena. Natomiast samej Barbarze Groslick Dobrodziejowie zorganizowali schronienie u Heleny Bunin. Małżeństwo Dobrodziejów udzieliło także pomocy Władysławowi Górzyńskiemu, poprzez zorganizowanie dla niego pracy w Austrii. Każda z osób zaopiekowanych przez Dobrodziejów w czasie okupacji, przetrwała ją do końca.
Władysław Dobrodziej zmarł 1 stycznia 1944 r. podczas wykonywania zadania zleconego przez Polskie Państwo Podziemne.
W 1994 r. Władysław Dobrodziej został uhonorowany medalem Sprawiedliwego wśród Narodów Świata. Wspólnie z nim odznaczono jego żonę, Krystynę Dobrodziej-Habrowską, oraz teściową, Helenę Bunin.